# Addison (Illinois)
Addison é uma vila localizada no estado americano de Illinois, no Condado de DuPage. A vila foi fundada em século XIX.

## Demografia
Segundo o censo americano de 2000, a sua população era de 35.914 habitantes.
Em 2006, foi estimada uma população de 37.035, um aumento de 1121 (3.1%).

## Geografia
De acordo com o United States Census Bureau tem uma área de
24,5 km², dos quais 24,4 km² cobertos por terra e 0,1 km² cobertos por água.

## Localidades na vizinhança
O diagrama seguinte representa as localidades num raio de 8 km ao redor de Addison.